# Leonello d’Este

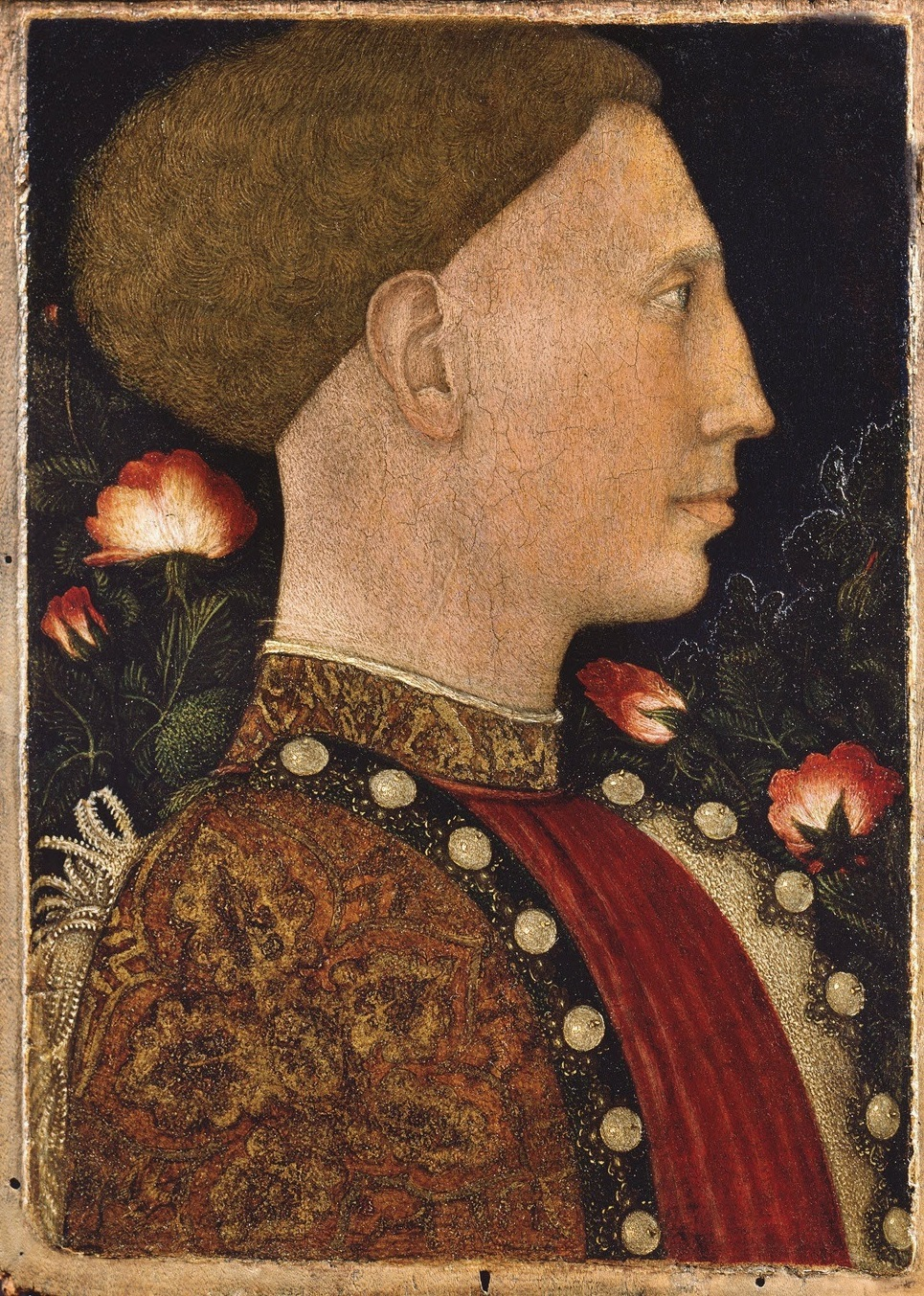
Porträt des Lionello d’Este von Pisanello

Leonello d’Este (* 21. September 1407; † 1. Oktober 1450) war ab 1441 Marchese (Markgraf) von Ferrara aus dem Hause Este.
Er war der zweite von drei illegitimen Söhnen Niccolòs III. d’Este mit Stella de’ Tolomei.
Seine militärische Ausbildung erhielt er bei dem Condottiere Braccio da Montone, seine humanistische Bildung bei Guarino da Verona. Nach der Hinrichtung seines älteren Bruders Ugo Aldobrandino 1425 wurde er Niccolòs Alleinerbe. 1441 erbte er seines Vaters Besitz in Norditalien.
Er und auch später seine Brüder Borso, Ercole I. und Alfonso I. machten Ferrara zu einem der Zentren der humanistischen Kultur und der Kunst. Sie beuteten hierzu die wirtschaftlichen Ressourcen des Staates aus, indem sie die öffentlichen Einnahmen für Militärausgaben und zum Teil auch für Kunstwerke verwendeten.
Eine Medaille von Pisanello zeigt recto den nach links gewandten Kopf des Markgrafen, lateinisch umschrieben mit seinem Namen und Titeln über einem Wacholderzweig. Die Versoseite zeigt Symbole der Vergänglichkeit des Menschen, umschrieben vom Namen des Künstlers und im unteren Rand wiederum von Wacholderzweigen begrenzt.

## Ehen und Kinder
- 1435 heiratete er Margherita Gonzaga († 1439; Tochter des Gianfrancesco I. Gonzaga)
  - Niccolò d’Este (1438–1476)
- 1444 heiratete er Maria († 1449; uneheliche Tochter des Königs Alfons V. von Aragón)
  - Isabella d’Este ⚭ Niccolò della Scala (1415–1478; vgl. Scaliger)